# Варфоломей, Егор Кириллович
Его́р (Григо́рий) Кири́ллович Варфоломе́й (1764 — 4 июня 1842) — бессарабский откупщик, член Бессарабского верховного совета, коллежский асессор. Отец Пульхерии Варфоломей — кишинёвской знакомой А. С. Пушкина.

## Биография
Согласно А. Ф. Вельтману Егор Кириллович в начале карьеры был слугой господаря Молдавии Александра Мурузи. В последующие годы Варфоломей стал богатым помещиком и владельцем больших имений, занимал должность генерального откупщика Бессарабской области. Борис Трубецкой писал о нём, что он «был властный и жестокий откупщик, который безжалостно притеснял жителей». В его доме, в Кишинёве (ныне ул. Фрунзе д. 92) во время южной ссылки гостил А. С. Пушкин.
Был женат на Марии Дмитриевне Варфоломей (1785—1847). Их дочь Пульхерия была знакомой Пушкина и адресатом его стихотворений.
По состоянию на 1816 год числился исправником (в звании сердара) Скулянской карантинной конторы Бессарабской области.
В январе 1824 года из-за многочисленных злоупотреблений был отправлен в отставку с должности генерального откупщика. Его два дома и четыре имения были выставлены на продажу. Скончался 4 июня 1842 года в возрасте 78 лет.

## В литературе
Образ Егора Кирилловича и его семьи показан в повести А. Ф. Вельтмана «Два майора».